# Schweizer Meisterschaften im Skilanglauf 1994
Die Schweizer Meisterschaften im Skilanglauf 1994 fanden vom 21. bis 29. Januar 1994 und am 26. und 27. März 1994 in Campra statt. Ausgetragen wurden bei den Männern die Distanzen 10 km, 30 km und 50 km, sowie ein Verfolgungsrennen und die 4 × 10 km Staffel. Bei den Frauen fanden die Distanzen 5 km, 15 km und 30 km, sowie ein Verfolgungsrennen und die 4 × 5 km Staffel statt. Bei den Männern gewann Jeremias Wigger alle vier Einzeltitel. Zudem siegte wie im Vorjahr die Staffel von SC Marbach. Bei den Frauen holte Sylvia Honegger alle vier Einzeltitel und die Staffel von SC Am Bachtel.

## Männer

### 10 km klassisch
| Platz | Name               | Verein                               | Zeit (min) |
| ----- | ------------------ | ------------------------------------ | ---------- |
| 01    | Jeremias Wigger    | SC Entlebuch                         | 27:48,8    |
| 02    | Markus Hasler      | Unterländer Wintersportverein Eschen | 28:29,4    |
| 03    | Hans Diethelm      | SC Galgenen                          | 29:07,0    |
| 04    | Wilhelm Aschwanden | SC Marbach                           | 29:07,5    |
| 05    | André Rey          | Grenzwachtkorps Ulrichen             | 29:07,9    |
| 06    | Isidor Haas        | SC Marbach                           | 29:09,3    |
| 07    | Beat Koch          | SC Marbach                           | 29:09,9    |
| 08    | Erwin Lauber       | SC Marbach                           | 29:14,2    |
| 09    | Tauf Chamitow      | Simano                               | 29:18,0    |
| 10    | Stephan Kunz       | Zürich                               | 29:25,0    |

Datum: Freitag, 21. Januar 1994 in Campra

Das Einzelrennen mit 83 Läufern gewann Jeremias Wigger mit 40,6 Sekunden Vorsprung auf Markus Hasler, der nach 2,5 km einen Stockbruch erlitt, und einer Minute und 18 Sekunden auf Hans Diethelm und holte damit seinen vierten Meistertitel. Der Vorjahressieger Jürg Capol sowie der mehrfache Schweizer Meister und Vorjahreszweiter Giachem Guidon waren nicht am Start. Das Ergebnis dieses Rennen zählte für das Verfolgungsrennen am folgenden Tag.

### 15 km Freistil Verfolgung
| Platz | Name               | Verein                               | Zeit (std) |
| ----- | ------------------ | ------------------------------------ | ---------- |
| 01    | Jeremias Wigger    | SC Entlebuch                         | 1:08:12,1  |
| 02    | Markus Hasler      | Unterländer Wintersportverein Eschen | 1:08:13,8  |
| 03    | Wilhelm Aschwanden | SC Marbach                           | 1:09:24,1  |
| 04    | Hans Diethelm      | SC Galgenen                          | 1:09:24,3  |
| 05    | Isidor Haas        | SC Marbach                           | 1:09:24,9  |
| 06    | André Jungen       | SC Adelboden                         | 1:09:25,3  |
| 07    | Juri Burlakow      | Wald ZH                              | 1:09:26,3  |
| 08    | Tauf Chamitow      | Simano                               | 1:09:28,6  |
| 09    | Stephan Kunz       | Zürich                               | 1:09:35,2  |
| 10    | Beat Koch          | SC Marbach                           | 1:10:15,5  |

Datum: Samstag, 22. Januar 1994 in Campra

Wie am Vortag siegte Wigger vor Markus Hasler, diesmal im Zielsprurt, und holte damit seinen fünften Meistertitel.

### 30 km klassisch
| Platz | Name            | Verein                               | Zeit (std) |
| ----- | --------------- | ------------------------------------ | ---------- |
| 01    | Jeremias Wigger | SC Entlebuch                         | 1:24:23,4  |
| 02    | Markus Hasler   | Unterländer Wintersportverein Eschen | 1:25:09,8  |
| 03    | Jürg Capol      | Les Verrieres                        | 1:26:17,1  |
| 04    | Isidor Haas     | SC Marbach                           | 1:26:36,2  |
| 05    | Hans Diethelm   | SC Galgenen                          | 1:26:44,6  |
| 06    | Tauf Chamitow   | Simano                               | 1:26:48,9  |
| 07    | Giachem Guidon  | SC Galgenen                          | 1:27:11,8  |
| 08    | Beat Koch       | SC Marbach                           | 1:27:26,7  |
| 09    | Erwin Lauber    | SC Marbach                           | 1:27:36,5  |
| 10    | Koni Schwarz    | Zürich                               | 1:29:05,5  |

Datum: Freitag, 28. Januar 1994 in Campra

Wie über 10 km und in der Verfolgung gewann Wigger vor Markus Hasler. Jürg Capol, der sein erstes Rennen bei diesen Meisterschaften lief, wurde Dritter.

### 50 km Freistil
| Platz | Name               | Verein        | Zeit (std) |
| ----- | ------------------ | ------------- | ---------- |
| 01    | Jeremias Wigger    | SC Entlebuch  | 1:58:40,0  |
| 02    | Jürg Capol         | Les Verrieres | 1:58:40,5  |
| 03    | Tauf Chamitow      | Simano        | 1:58:43,8  |
| 04    | Rolf Zurbrügg      | SC Adelboden  | 1:58:48,3  |
| 05    | Lukas Kalbermatten | Blatten       | 1:58:59,8  |
| 06    | Isidor Haas        | SC Marbach    | 1:59:28,5  |
| 07    | Hans Diethelm      | SC Galgenen   | 1:59:32,8  |
| 08    | Koni Schwarz       | Zürich        | 2:00:45,6  |
| 09    | Juri Burlakow      | Wald ZH       | 2:02:13,3  |
| 10    | Patrick Mächler    | SC Galgenen   | 2:02:26,3  |

Datum: Sonntag, 27. März 1994 in Campra

Auch der vierte Einzeltitel ging bei diesen Meisterschaften an Jeremias Wigger, der sich im Zielsprint gegen Jürg Capol und Tauf Chamitow durchsetzte. Tauf Chamitow lief als russischer Läufer außer Konkurrenz und erhielt keine Medaille. Es nahmen 84 Läufer teil, von denen 79 ins Ziel kamen.

### 4 × 10 km Staffel
| Platz | Namen                                                      | Verein                               | Zeit (std) |
| ----- | ---------------------------------------------------------- | ------------------------------------ | ---------- |
| 01    | Beat Koch Erwin Lauber Isidor Haas Wilhelm Aschwanden      | SC Marbach                           | 1:48:35,8  |
| 02    | Hans Diethelm Giachem Guidon Urban Ziegler Patrick Mächler | SC Galgenen                          | 1:48:56,9  |
| 03    | Rolf Guggenbuhl Urs König Stephan Kunz Toni Dinkel         | Schweizerischer Akademischer Skiclub | 1:50:27,3  |
| 04    | André Rey Jörg Hafner Steve Maillardet Emanuel Buchs       | Grenzwachtkorps V Ulrichen           | 1:50:52,2  |
| 05    | Edgar Brunner Walter Brunner Hippolyt Kempf Patrick Rölli  | SC Horw                              | 1:53:19,3  |

Datum: Sonntag, 30. Januar 1994 in Campra

Es nahmen 23 Staffeln teil.

## Frauen

### 5 km klassisch
| Platz | Name              | Verein            | Zeit (min) |
| ----- | ----------------- | ----------------- | ---------- |
| 01    | Sylvia Honegger   | Wald ZH           | 15:08,0    |
| 02    | Barbara Mettler   | Schwellbrunn      | 15:47,0    |
| 03    | Brigitte Albrecht | Lax               | 15:49,0    |
| 04    | Silke Schwager    | Zürich            | 15:49,1    |
| 05    | Andrea Huber      | Alpina St. Moritz | 15:52,5    |
| 06    | Jasmin Baumann    | SC Davos          | 16:12,9    |
| 07    | Christine Mettler | Schwellbrunn      | 16:21,6    |
| 08    | Elvira Knecht     | SC Rätia Chur     | 16:26,1    |
| 09    | Nadja Scaruffi    | SC Davos          | 16:45,1    |
| 010   | Aita Rauch        | Schuls            | 16:48,5    |

Datum: Samstag, 22. Januar 1994 in Campra

Wie im Vorjahr gewann Sylvia Honegger mit 39 Sekunden Vorsprung auf Barbara Mettler und Brigitte Albrecht. Das Ergebnis dieses Rennen zählte für das Verfolgungsrennen am folgenden Tag.

### 10 km Freistil Verfolgung
| Platz | Name              | Verein                | Zeit (min) |
| ----- | ----------------- | --------------------- | ---------- |
| 01    | Sylvia Honegger   | Wald ZH               | 43:04,0    |
| 02    | Barbara Mettler   | Schwellbrunn          | 44:02,8    |
| 03    | Brigitte Albrecht | Lax                   | 44:03,9    |
| 04    | Silke Schwager    | Zürich                | 44:06,1    |
| 05    | Jasmin Baumann    | SC Davos              | 45:32,2    |
| 06    | Christine Mettler | Schwellbrunn          | 45:53,8    |
| 07    | Elvira Knecht     | SC Rätia Chur         | 46:11,9    |
| 08    | Annemarie Bösch   | SC Bernina Pontresina | 47:58,3    |
| 09    | Natascia Leonardi | Bedrotto              | 48:02,5    |
| 010   | Gaby Gutknecht    | SC Adelboden          | 48:02,9    |

Datum: Sonntag, 23. Januar 1994 in Campra

### 15 km klassisch
| Platz | Name                  | Verein        | Zeit (min) |
| ----- | --------------------- | ------------- | ---------- |
| 01    | Sylvia Honegger       | Wald ZH       | 46:48,0    |
| 02    | Jasmin Baumann        | SC Davos      | 49:05,8    |
| 03    | Brigitte Albrecht     | Lax           | 49:37,7    |
| 04    | Christine Mettler     | Schwellbrunn  | 50:23,8    |
| 05    | Gaby Gutknecht        | SC Adelboden  | 51:24,5    |
| 06    | Elvira Knecht         | SC Rätia Chur | 51:53,4    |
| 07    | Gabi Kolanos          | Zürich        | 52:24,3    |
| 08    | Susanne Bösch         | SC Horw       | 52:57,2    |
| 09    | Franziska Unternährer | SC Marbach    | 53:09,5    |
| 010   | Judith Zurbuchen      | Matten        | 53:34,0    |

Datum: Samstag, 29. Januar 1994 in Campra

Sylvia Honegger gewann damit das dritte Einzelrennen bei diesen Meisterschaften.

### 30 km Freistil
| Platz | Name              | Verein            | Zeit (std) |
| ----- | ----------------- | ----------------- | ---------- |
| 01    | Sylvia Honegger   | Wald ZH           | 1:29:48,1  |
| 02    | Barbara Mettler   | Schwellbrunn      | 1:29:52,1  |
| 03    | Jasmin Baumann    | SC Davos          | 1:29:53,9  |
| 04    | Nadja Scaruffi    | Schuls            | 1:33:32,6  |
| 05    | Aita Rauch        | Schuls            | 1:33:46,0  |
| 06    | Selina Bischoff   | SC Rätia Chur     | 1:34:03,2  |
| 07    | Andrea Huber      | Alpina St. Moritz | 1:34:03,4  |
| 08    | Natascia Leonardi | Airolo            | 1:34:14,3  |
| 09    | Elvira Knecht     | SC Rätia Chur     | 1:35:46,6  |
| 010   | Lisbeth Bucher    | SC Marbach        | 1:35:49,5  |

Datum: Samstag, 26. März 1994 in Campra

Honegger gewann mit 4 Sekunden Vorsprung auf Barbara Mettler und Jasmin Baumann und holte damit wie im Vorjahr alle Einzeltitel.

### 3 × 5 km Staffel
| Platz | Namen                                            | Verein        | Zeit (min) |
| ----- | ------------------------------------------------ | ------------- | ---------- |
| 01    | Silke Schwager Doris Kunz Sylvia Honegger        | SC Am Bachtel | 50:51,3    |
| 02    | Franziska Unternährer Lisbeth Bucher Priska Haas | SC Marbach    | 54:31,8    |
| 03    | Gaby Gutknecht Brigitte Dänzer Sandra Jungen     | SC Adelboden  | 57:18,5    |
| 04    | Rita Haas Brigitte Wigger Silvia Egli            | SC Marbach    | 58:24,6    |

Datum: Sonntag, 30. Januar 1994 in Campra